# 李家誠
李家誠，GBS，JP（1971年4月26日—），香港出生，籍貫廣東順德，為香港商界翹楚。他現任恒基地產兆業集團主席兼董事總經理、恒基兆業發展有限公司之主席兼董事總經理、美麗華酒店企業有限公司之主席兼行政總裁，以及香港中華煤氣有限公司之主席。

## 事業發展
李家誠畢業於加拿大Wilfred Laurier University學院，主修經濟。於1993年加入恒基地產出任執行董事一職。他於2005年升任副主席，並於2019年獲委任為恒基地產主席兼董事總經理，管理集團香港業務。
作為恒基地產主席及可持續發展委員會主席，李家誠致力推動創新，建設多元化住宅及商業項目，並屢獲殊榮。其中標誌性項目包括由扎哈・哈迪德建築事務所設計的中環美利道旗艦商業項目The Henderson。

## 社會公益
李家誠關懷社會上弱勢社群的福祉。在他的領導下，恒基地產於2019年促成了香港最大型的「過渡性房屋計劃」，借出位於新界元朗江夏圍428,000平方呎的土地，用作興建過渡性房屋，幫助有急切住屋需要的基層人士。
多年來，他積極支持和推動眾多有利社會發展和進步的公益項目，當中包括：
- 全額贊助「香港桂冠論壇」
- 設立「恒基精英運動員嘉許計劃」
- 捐地興建全港最大的青年宿舍「保良局李兆基青年綠洲」
- 捐資香港科技大學港幣一億五千萬元，科大為答謝他的善舉，將校園一幢新科研大樓命名為「李家誠創科大樓」
- 資助北京大學國際關係學院「博誠基金」的學術研究和論壇
- 撥款予北京大學「明德基金」，用於設立獎學金予優秀學生
- 資助倫敦大學學院設立先進的轉化神經科學研究中心
- 捐款支持英國愛丁堡大學再生與修復研究所，並同時設立「Martin Lee Doctoral Fellowships」獎學金

## 社會公職
- 中國人民政治協商會議北京市第十四屆委員會委員
- 特首政策組專家組成員
- 香港北京社團總會常務副會長
- 百仁基金委員
- 聯合國兒童基金香港委員會副主席

## 榮譽及獎項
- 金紫荊星章（GBS）
- 太平紳士（JP）
- 英國倫敦大學學院名譽院士
- 香港恒生大學榮譽社會科學博士
- 北京大學名譽校董
- 香港大學校董會委員
- 香港理工大學顧問委員會委員
- 香港城市大學顧問委員會成員

## 個人生活
李家誠是恒基兆業地產集團創辦人李兆基的幼子。

### 李家誠與徐子淇結婚
2006年12月15日，李兆基聯同徐之家長徐傳順和彭雪芳在各大香港報紙，刊出李家誠與徐子淇婚禮公告，同日上午11時30分在澳洲悉尼皇家植物園舉行婚禮。
2007年7月17日，二人誕下長女李晞彤（Leanna）。2009年5月，再添次女李晞兒（Hayley）。2011年6月，再添長子李俊熹出生。2015年10月，再添次子李建熹。

### 名下馬匹
李家誠是香港賽馬會的會員，先後擁有名下馬匹「歡天喜地」、「利李之星」，而該兩駒馬主還包括姐夫李寧（李佩雯的夫婿）與姐姐李佩儀；前駒（歡天喜地）是歐洲長途佳駟藝高強的子嗣，而後駒（利李之星）則是歐洲一哩名駒杜拜威的子嗣。另外，李家誠姐夫李寧亦有與李敬恩合夥擁有名下賽駒「勁伶利」。

## 建築物
- 香港科技大學李家誠創科中心[2]
- 聖若瑟書院李家誠創新中心

## 資料來源

### 腳註
1. ↑  .   [2025-04-27]. （原始内容存档于2025-04-27）.
2. ↑  .   [2017-10-24]. （原始内容存档于2017-10-24）.

### 其他資料來源
- 李兆基博士傳記 ISBN 9620414284
- 集團簡介- 董事及高層管理人員 （页面存档备份，存于） 恒基兆業網頁
- 李兆基博士傳記：愛兒愛將攻無不克 （页面存档备份，存于）
- 香港新超人 （页面存档备份，存于）
- 唯恐節外生枝急於嫁豪門 徐子淇巧布飯局逼婚 （页面存档备份，存于）
- 徐子淇甜笑封嘴 傳10月嫁李家誠[]
- 800億豪門新抱 徐子淇、李家誠下周L.A.成婚 蘋果日報，2006年12月8日
- 徐子淇風騷晒巨鑽 李家誠甜蜜送吻 （页面存档备份，存于） 星島日報，2006年12月15日

| 商界職務      | 商界職務                                                       | 商界職務    |
| ------------- | -------------------------------------------------------------- | ----------- |
| 前任： 李兆基 | 恒基兆業地產有限公司董事局聯席主席兼董事總經理 2019年5月28日－ | 繼任： 現任 |
| 前任： 李兆基 | 中華煤氣聯席主席 2019年5月28日－                               | 繼任： 現任 |